# Галактика Трикутника
Гала́ктика Трику́тника (також відома як M33, Мессьє 33 та NGC 598 за Новим загальним каталогом) — спіральна галактика типу Sc, що перебуває на відстані приблизно 3,14 мільйона світлових років (730 кпк) від нашої планети у сузір'ї Трикутника. Третя за величиною галактика місцевої групи (після Галактики Андромеди та нашого Чумацького Шляху). За діаметром удвічі менша Чумацького Шляху і в 4 рази менша галактики Андромеди, за масою — у 5—10 разів менша Чумацького Шляху. Її діаметр — близько 50 тис. св. років, що відповідає середній величині, типовій для спіральних галактик. Видима зоряна величина галактики +5,7.
Припускають, що Галактика Трикутника може бути гравітаційним компаньйоном туманності Андромеди. Супутником Трикутника, імовірно, є LGS 3 (або Карлик Риб) — одна з найменших галактик Місцевої групи.

## Історія відкриття
Припускають, що Галактику Трикутника відкрив Джованні Баттіста Годієрна до 1654 року. Можливо, саме він згрупував її разом із розсіяним скупченням NGC 752. Згодом, цю галактику 1764 року повторно відкрив Шарль Мессьє, що включив її до свого каталогу під номером 33. Згодом, 1784 року, її ще раз включив до каталогу Вільям Гершель, цього разу під номером H V.17. Таким чином, цю галактику відкривали тричі одні з найкращих астрономів свого часу. Нарешті, галактика Трикутника була однією з перших туманностей, які ідентифікував Вільям Парсонс.

## Цікаві об'єкти
2007 року за допомогою гавайського телескопа Джеміні і рентгенівського телескопа Чандра астрономи виявили в цій галактиці кандидата у чорні діри M33 X-7. Її маса дорівнює приблизно 16 масам Сонця. Це одна з найбільших чорних дір, з нею можна порівняти за масою GRS 1915 +105. Але такі об'єкти, звичайно ж, поступаються за масштабами галактичним чорним дірам. Виявити M33 X-7 вдалося завдяки її впливу на сусідню зірку масою 70 M☉, з якою вона утворює подвійну систему. M33 X-7 обертається навколо неї з періодом 3,5 доби, дещо розхитуючи зірку з боку в бік, водночас затемнюючи її рентгенівське випромінювання. А оскільки M33 X-7 проходить прямо перед диском зірки, астрономи змогли визначити деякі властивості цих об'єктів із дуже високою точністю. Другому компоненту не більше 3 мільйонів років. Відповідно до моделі, вона сколапсує через два-три мільйони років, також перетворившись на чорну діру.

## Спостереження

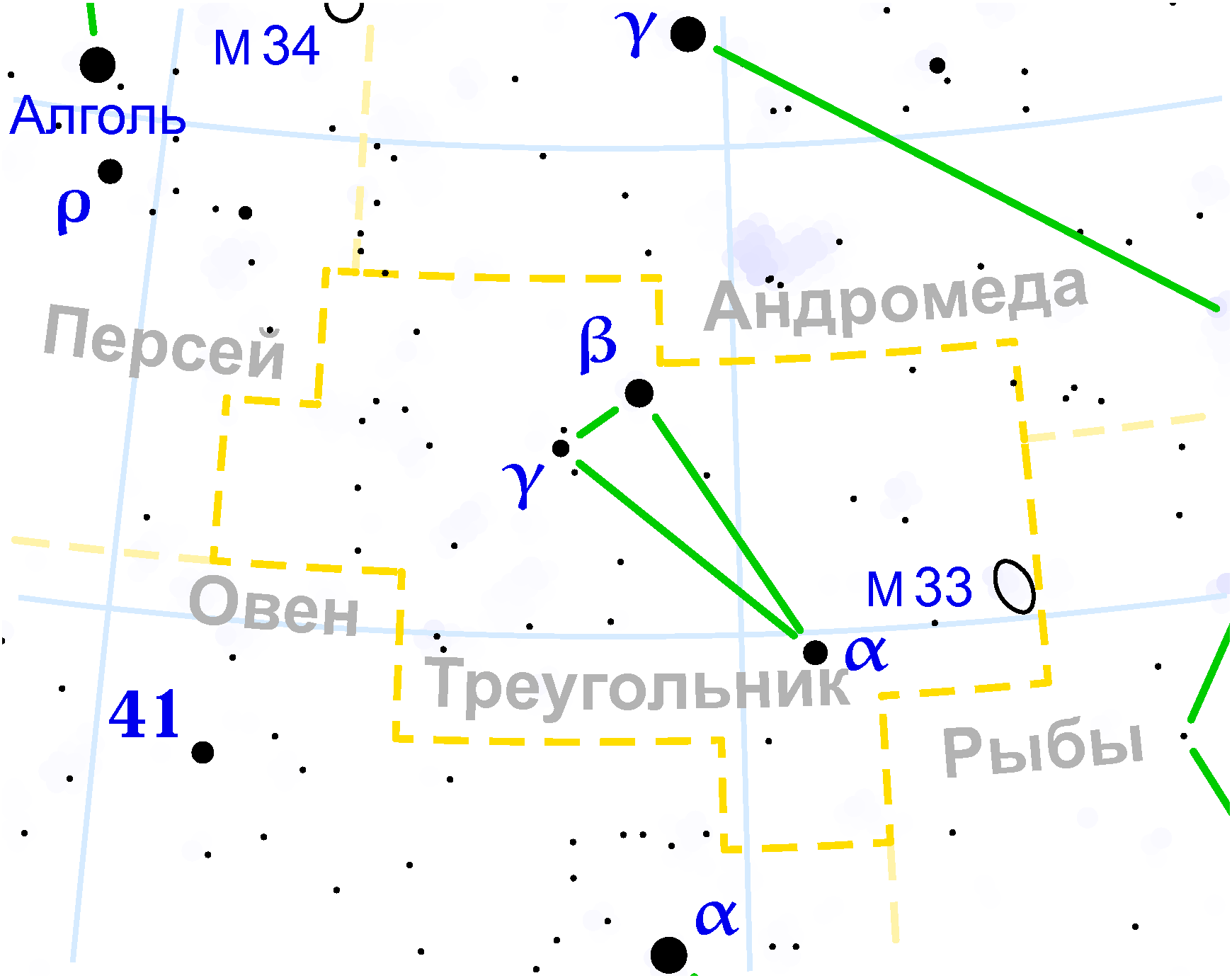
M33 в трикутнику

Галактика у трикутнику є одним з найпривабливіших об'єктів для спостережень астрономами-аматорами в північній півкулі. У безмісячну ніч у сільській місцевості її можна виявити неозброєним оком у вигляді тьмяної туманної плями між α Трикутника і τ Риби. Зважаючи на невисоку яскравість галактику важко спостерігати в зоні міського засвічення.
Аби побачити структуру М33, потрібен телескоп з апертурою від 200 мм і окуляром із широким полем зору. Галактика має вигляд трохи овальної дифузної плями з незначним збільшенням яскравості до центру. На продовженні північного рукава спіральної структури можна спостерігати яскравий компактний об'єкт — NGC 604 — область активного зореутворення. На захід від ядра можна спостерігати дифузні плями NGC 595, NGC 592 і NGC 588. На північ від ядра спостерігаються згущення яскравості IC 142 і IC 142.
Цю галактику (так само як і M101) західні астрономи-аматори іноді називають «Pinwheel Galaxy», що часто перекладають слово в слово як «квіткове колесо»[джерело?]. Інші можливі варіанти перекладу: спіральний вихор, вертушка (дитяча іграшка на паличці).

### Сусіди по небу з каталогу Мессьє
- М31 — (на північний захід, по інший бік від β And) Туманність Андромеди з супутниками М32 і М110.
- М74 — (на південь, у Рибах) ще одна галактика, яку можна спостерігати неозброєним оком.

### Послідовність спостереження на «Марафоні Мессьє»
… М32 → М110 →М33 → М52 → М103 …

## Зображення

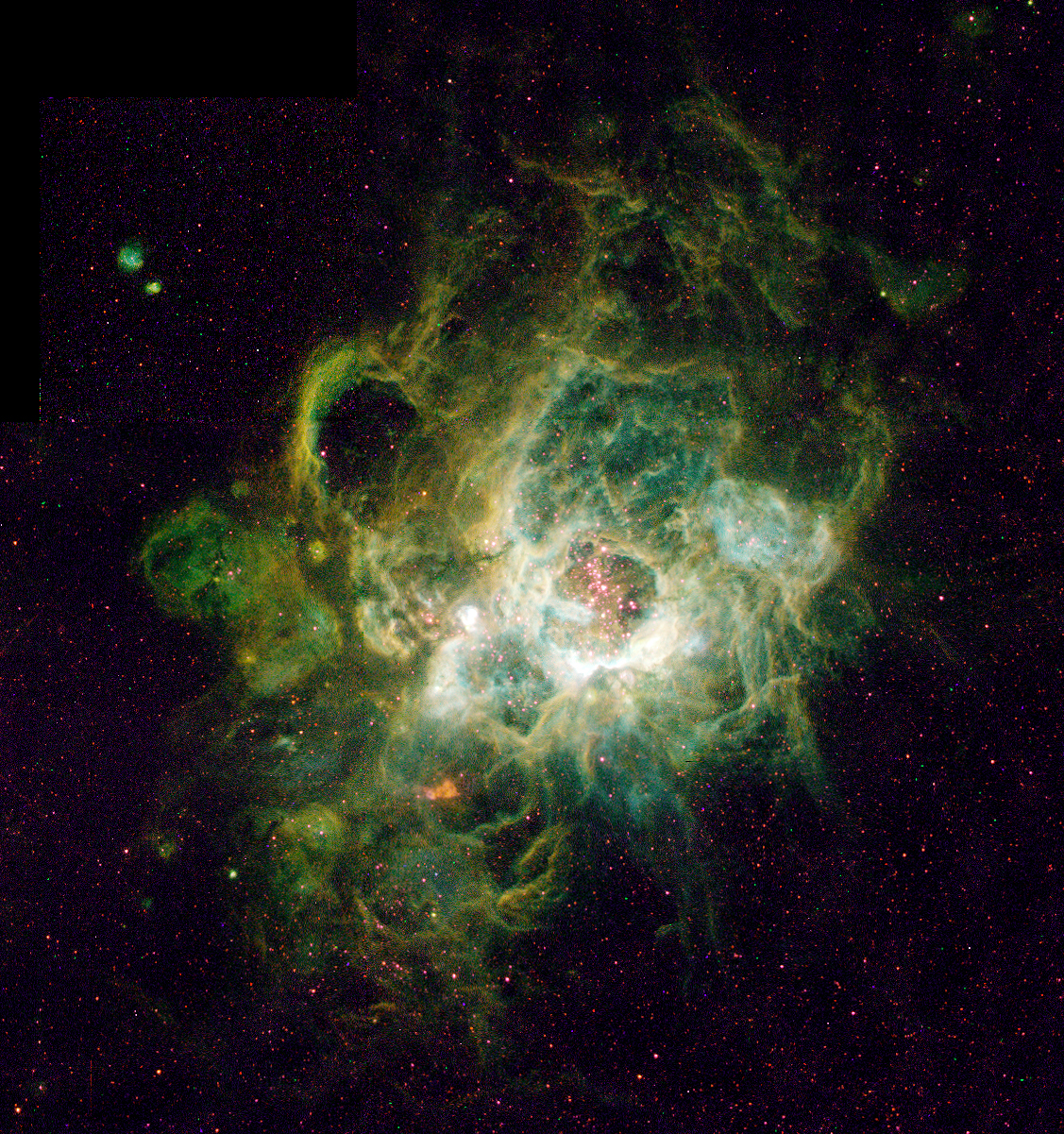
NGC 604 в галактиці Трикутника
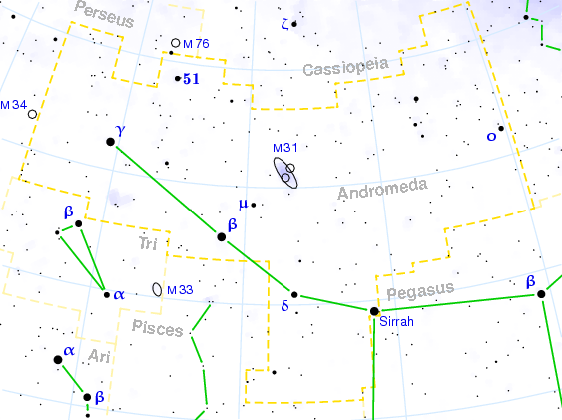
Трикутник (M33) та Андромеда (M31)
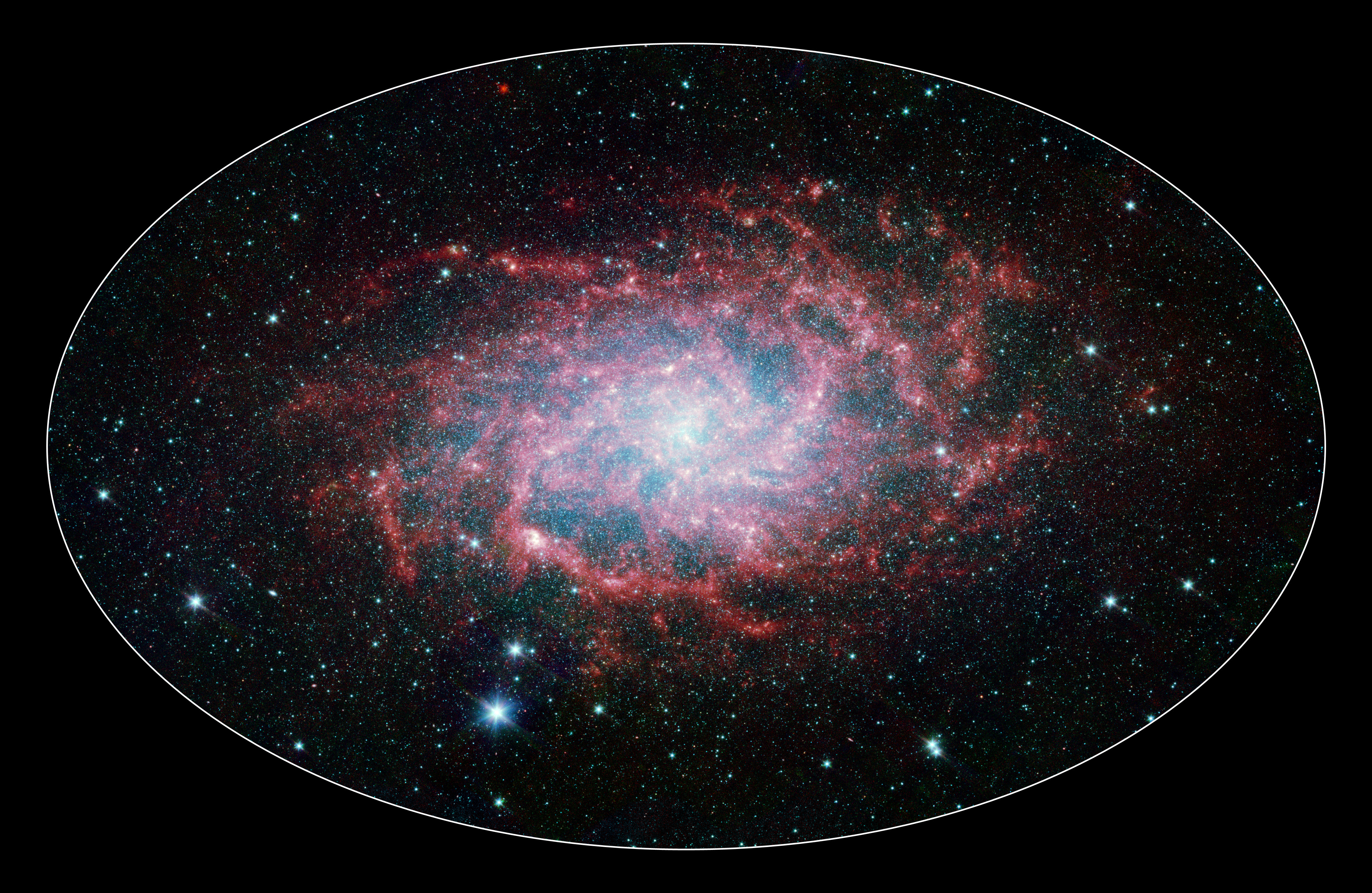
Інфрачервоне зображення M33 з телескопа Спітцера
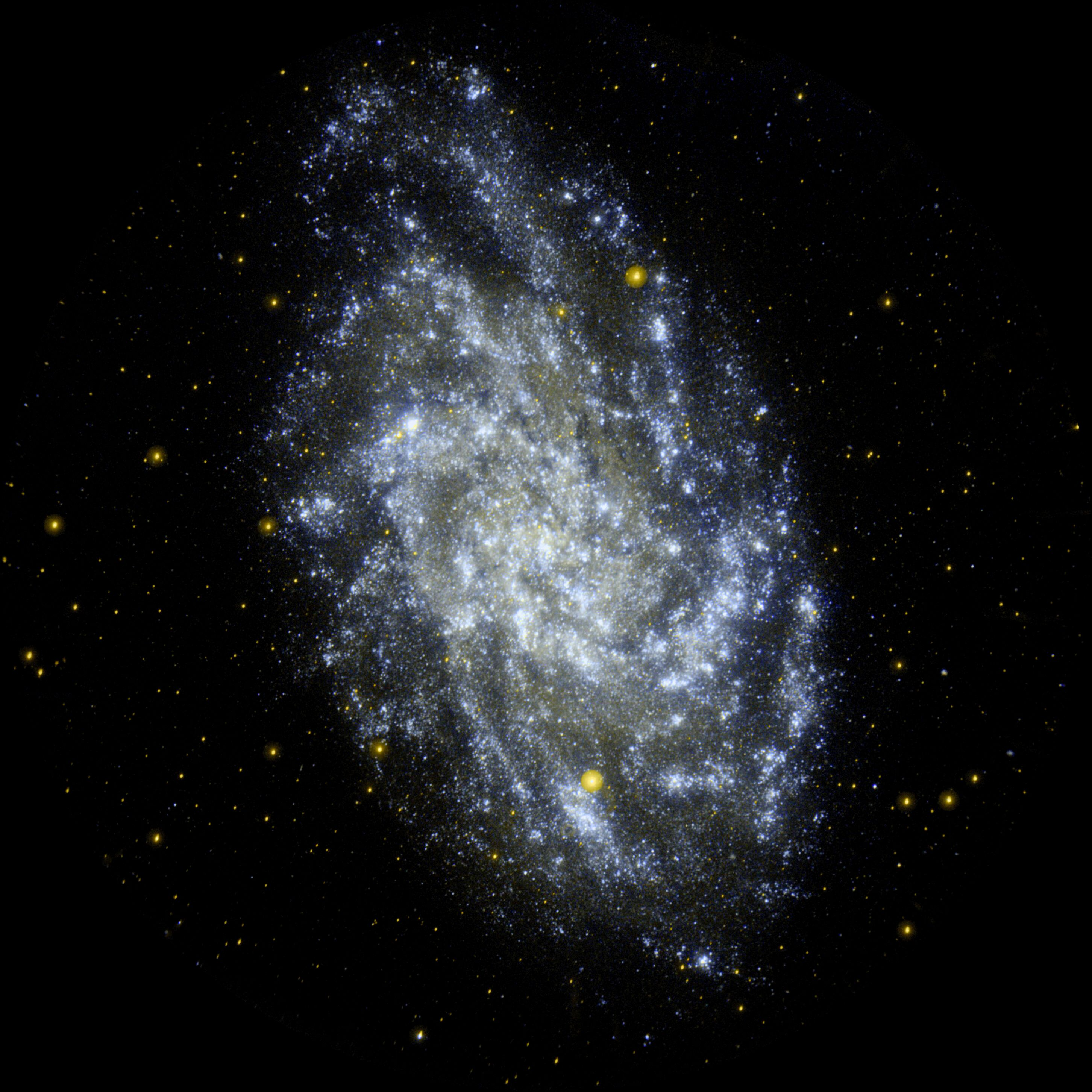
Ультрафіолетове зображення M33 від обсерваторії GALEX
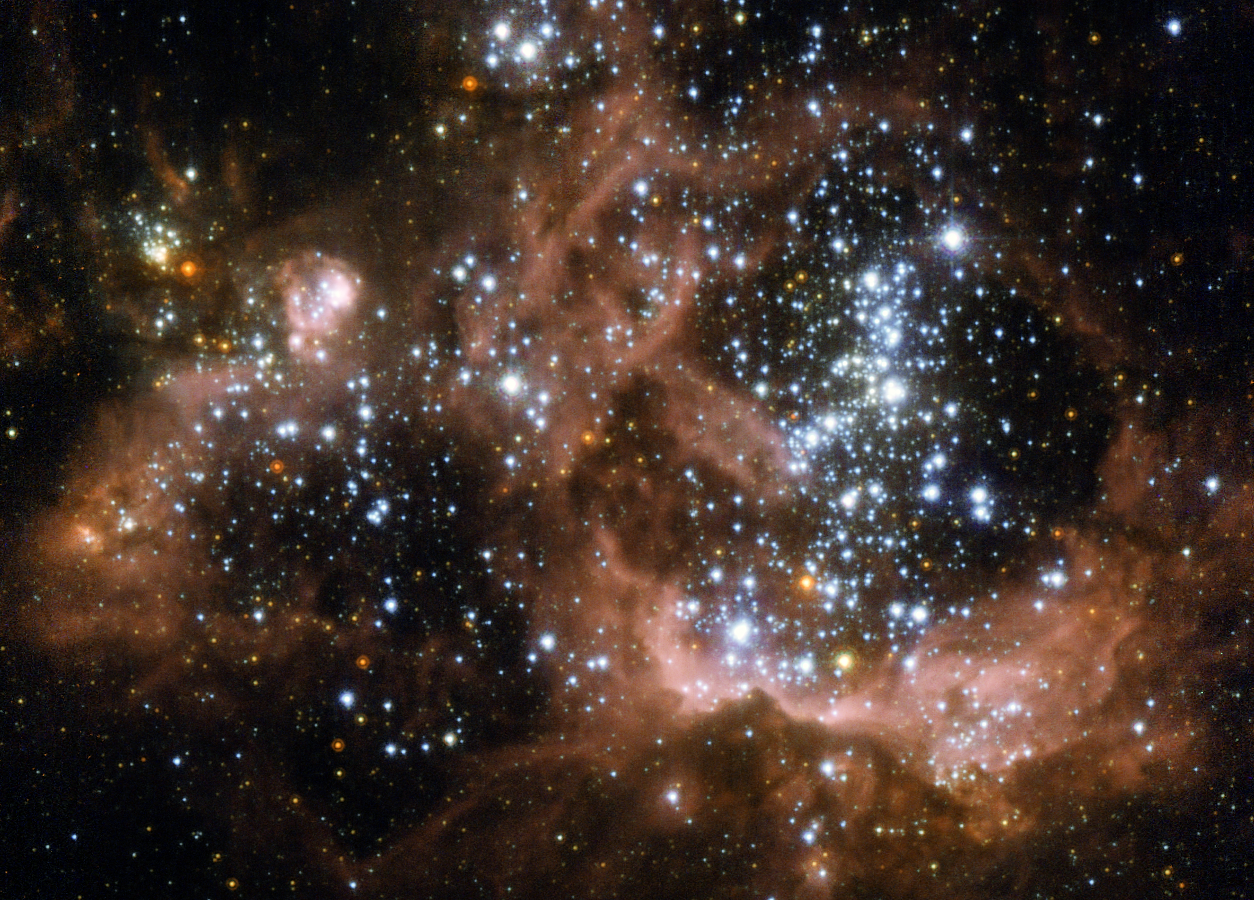
NGC 604, область зореутворення в Галактиці Трикутника, зображення космічного телескопа Хаббла